# 諶貽琴
諶 貽琴（しん いきん、チェン・イーチン、1959年12月 - ）は、中華人民共和国の官僚、政治家。ペー族。女性。貴州省織金県出身。現職は中華人民共和国国務委員、中華全国婦女連合会主席。元中国共産党貴州省委員会書記。

## 経歴
1959年12月、貴州省織金県で生まれる。1977年より織金県の供銷知青隊で知識青年として労働に従事。1982年、貴州大学歴史学科を卒業。1982年の卒業後に貴州省党委員会学校に入校。党建設教研室助教、講師、副主任、学校人事処処長、副校長（学長）、党委副書記を歴任した。1999年、貴州省社会科学界連合会党組書記、副主席に転任。2001年12月、中国共産党黔南プイ族ミャオ族自治州委員会副書記に転出。その後、銅仁地区党委員会副書記に就任。2007年4月、銅仁地区党委員会常務委員兼宣伝部部長に就任。同年9月、貴州省社会科学界連合会主席に昇格。2012年5月、貴州省人民政府常務副省長に任命。9月には貴州省党委員会金融工作委員会書記を兼務する。2015年4月、貴州省党委副書記兼同省政法委書記に昇格。
2017年、貴州省第12期人民代表大会常務委員会第30回会議で9月6日、孫志剛省長の辞職願を受理し、諶貽琴を副省長、省長代行に任命することが決定された。2018年、貴州省第13期人民代表大会第1回で1月30日、省長代行の諶貽琴が省長に選出された。中華人民共和国成立後初めての貴州の女性省長であり、初めてのペー族出身の省長でもある。。2020年11月20日、中国共産党中央委員会は諶貽琴を中国共産党貴州省委員会書記に任命した。
2023年3月、全国人民代表大会で国務委員に選出された。国務院の指導部において唯一の女性メンバーとなった。